# 小紫芳夫
小紫 芳夫（こむらさき よしお、1927年5月25日 - 2010年1月17日）は、日本の実業家、馬主。
横浜倉庫株式会社などの代表取締役社長・会長を務めたほか、日本臓器移植ネットワーク、日本馬主協会連合会および東京馬主協会の会長も歴任した。

## 経歴・人物
1927年、横浜港などを拠点として港湾業務や倉庫事業などを営む鈴江組（現鈴江コーポレーション）の創業者、鈴江繁一の三男として、東京都に生まれる。鈴木繁一の妻である千代は一人娘だったため、小紫家を継ぐため、千代の実家である小紫家の養子となった。1963年、横浜倉庫の社長に就任。
2010年1月17日15時40分、肺血栓塞栓症のため死去。82歳没。
2人の娘を腎不全で亡くしている経験から移植医療の普及に取り組み、1973年に腎臓移植普及会、1995年に日本腎臓移植ネットワークを発足させた。1997年の臓器移植法施行に伴って改組し、日本臓器移植ネットワークを設立した。
趣味は乗馬、トローリング、ボウリング。

## 馬主活動

小紫の勝負服

日本中央競馬会（JRA）に登録していた馬主としても知られる。勝負服の柄は海老、白玉霰、黄袖、冠名には「スズ」を用いた。1987年の宝塚記念など重賞8勝を挙げたスズパレードが代表的な所有馬。1983年から1993年までの10年間にわたり東京馬主協会の会長、1993年から2001年の8年間にわたり日本馬主協会連合会の会長を務めた。

## 主な所有馬

### GI級競走優勝馬
- スズパレード（1984年ラジオたんぱ賞、福島記念、1985年日刊スポーツ賞金杯、ダービー卿チャレンジトロフィー、1986年ダービー卿チャレンジトロフィー、1987年宝塚記念、中山記念、1988年オールカマー）

### 重賞競走優勝馬
- スズトツプラン（1963年目黒記念、1964年アメリカジョッキークラブカップ）
- スズノツバサ（1969年ダービー卿チャレンジトロフィー）
- スズボクサー（1972年東京4歳ステークス）
- スズサフラン（1978年東京新聞杯）
- スズホープ（1979年関屋記念）
- スズマッハ（1984年東京優駿2着、1985年エプソムカップ、安田記念2着）
- スズオールマイティ（1999年道営記念）
- スズノマーチ（2005年エプソムカップ）

### その他の所有馬
- スズガーベラ（1968年優駿牝馬2着）